# Timbiquí (kommun)
Timbiquí är en kommun i Colombia.   Den ligger i departementet Cauca, i den västra delen av landet, 400 km sydväst om huvudstaden Bogotá. Antalet invånare är 20 885.